# Moushaumi Robinson
Moushaumi Robinson, född den 13 april 1981, är en amerikansk friidrottare som tävlar i kortdistanslöpning.
Robinson ingick i det amerikanska stafettlag som sprang 4 x 400 meter vid Olympiska sommarspelen 2004. Tillsammans med Crystal Cox, Monique Henderson och Sanya Richards vann de sitt kvalheat. I finalen var Robinson och Cox utbyta mot DeeDee Trotter och Monique Hennagan. 
Robinson deltog även inomhus VM 2008 i Valencia där hon slutade sexa på 400 meter. Vid samma mästerskap ingick hon i det amerikanska stafettlag på 4 x 400 meter som slutade som bronsmedaljörer.

## Personligt rekord
- 400 meter - 50,38